# 千田次郎
千田 次郎（ちだ じろう、1938年 - ）は日本の牧師、説教家、伝道者、神学校教師。山形県米沢市を拠点にして日本中で活躍している牧師である。

## 経歴
- 1938年 - 岩手県出身。山形大学に在学中に回心。
- 1959年 - 9月20日 佐竹十喜雄牧師より山形第一聖書バプテスト教会でバプテスマ（洗礼）を受ける。すぐに、召命を受け、献身を決意する。
- 1962年 - 山形大学工学部卒業。
- 1966年 - 聖書神学舎卒業。福田町キリスト教会（現在の保守バプテスト同盟恵泉キリスト教会）牧師に就任

### 現在
- 保守バプテスト同盟・恵泉キリスト教会バルナバ牧師
- 恵泉宣教学院教師（恵泉キリスト教会内）

## 著書
- 『ダニエル書』（新聖書講解講解シリーズ）

## 対談
- 『日本のリバイバルを求めて』奥山実 マルコーシュ・パブリケーション社